# Rake (Iowa)
Rake es una ciudad situada en el condado de Winnebago, Iowa, Estados Unidos. Tiene una población estimada, a mediados de 2024, de 179 habitantes.

## Geografía
La localidad está ubicada en las coordenadas 43°28′50″N 93°55′11″O / 43.48056, -93.91972 (43.480579, -93.919654). Según la Oficina del Censo, tiene una superficie de 1.96 km², correspondientes en su totalidad a tierra firme.

## Demografía
Según el censo de 2020, en ese momento había 186 personas residiendo en la localidad. La densidad de población era de 94.90 hab./km². El 88.71% de los habitantes eran blancos, el 5.91% eran afroamericanos, el 3.23% eran de otras razas y el 2.15% eran de una mezcla de razas. Del total de la población, el 6.45% eran hispanos o latinos de cualquier raza.